# Federico Gilmozzi
Federico Gilmozzi (Cavalese, 4 marzo 1990) è un ex hockeista su ghiaccio italiano, di ruolo attaccante.

## Carriera

### Club
Federico Gilmozzi esordì in Serie A2 con l'Hockey Club Neumarkt-Egna nella stagione 2007-2008 collezionando 28 presenze. Nelle stagioni successive giocò da titolare aumentando progressivamente il numero di punti conquistati; nella stagione 2009-10 fu autore di 29 punti in stagione regolare mentre l'anno successivo fu capace di 42 punti in 39 partite giocate. Nell'estate del 2012 passò definitivamente all'HC Bolzano, conquistando nel mese di settembre la Supercoppa italiana.
Dopo una stagione e 50 presenze col Bolzano, oltre a 11 apparizioni in prestito in Serie A2 con l'Hockey Pergine, nell'estate del 2013 Gilmozzi si trasferì all'HC Fassa.
Dopo tre stagioni con la maglia dei fassani, ha fatto ritorno al Fiemme.
Nei cinque anni coi gialloneri, di cui è stato capitano dal 2018, ha subito tre interventi chirurgici alle ginocchia, che lo hanno costretto al ritiro al termine della stagione 2020-2021.

### Nazionale
Gilmozzi entrò nell'ambito della Nazionale italiana nel 2008, prendendo parte ai mondiali di categoria Under-18. Con la nazionale universitaria ha disputato le Universiadi del Trentino 2013, chiuse al sesto posto.
Ha esordito con la maglia della nazionale maggiore nel dicembre 2015, disputando un torneo dell'Euro Ice Hockey Challenge.

## Palmarès

### Club
- Supercoppa italiana: 1

Bolzano: 2012